# Feria Nacional de San Marcos

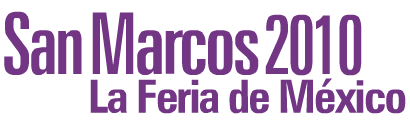
Festival 2010: Logo

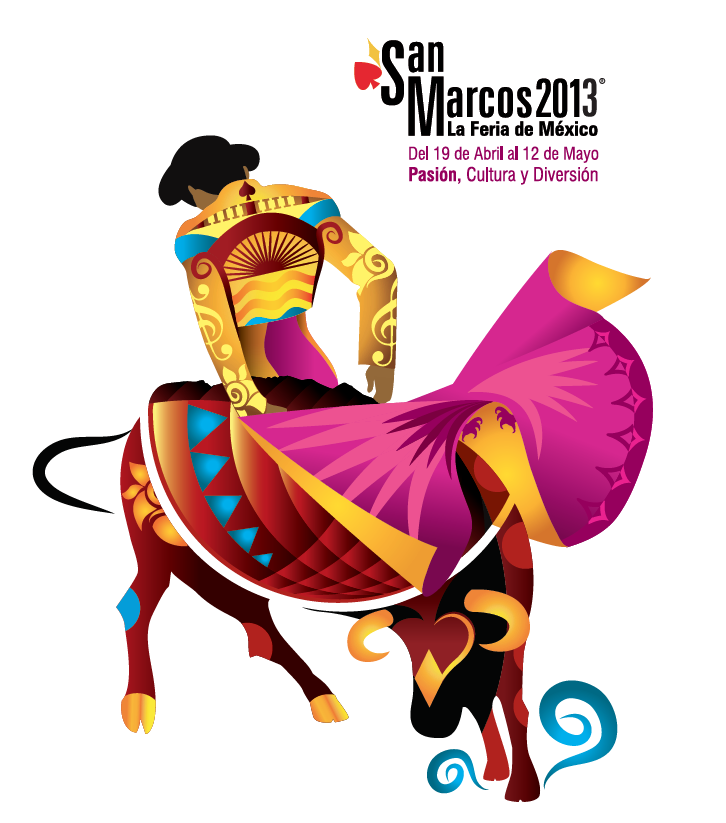
Festival 2013: preisgekröntes Plakat

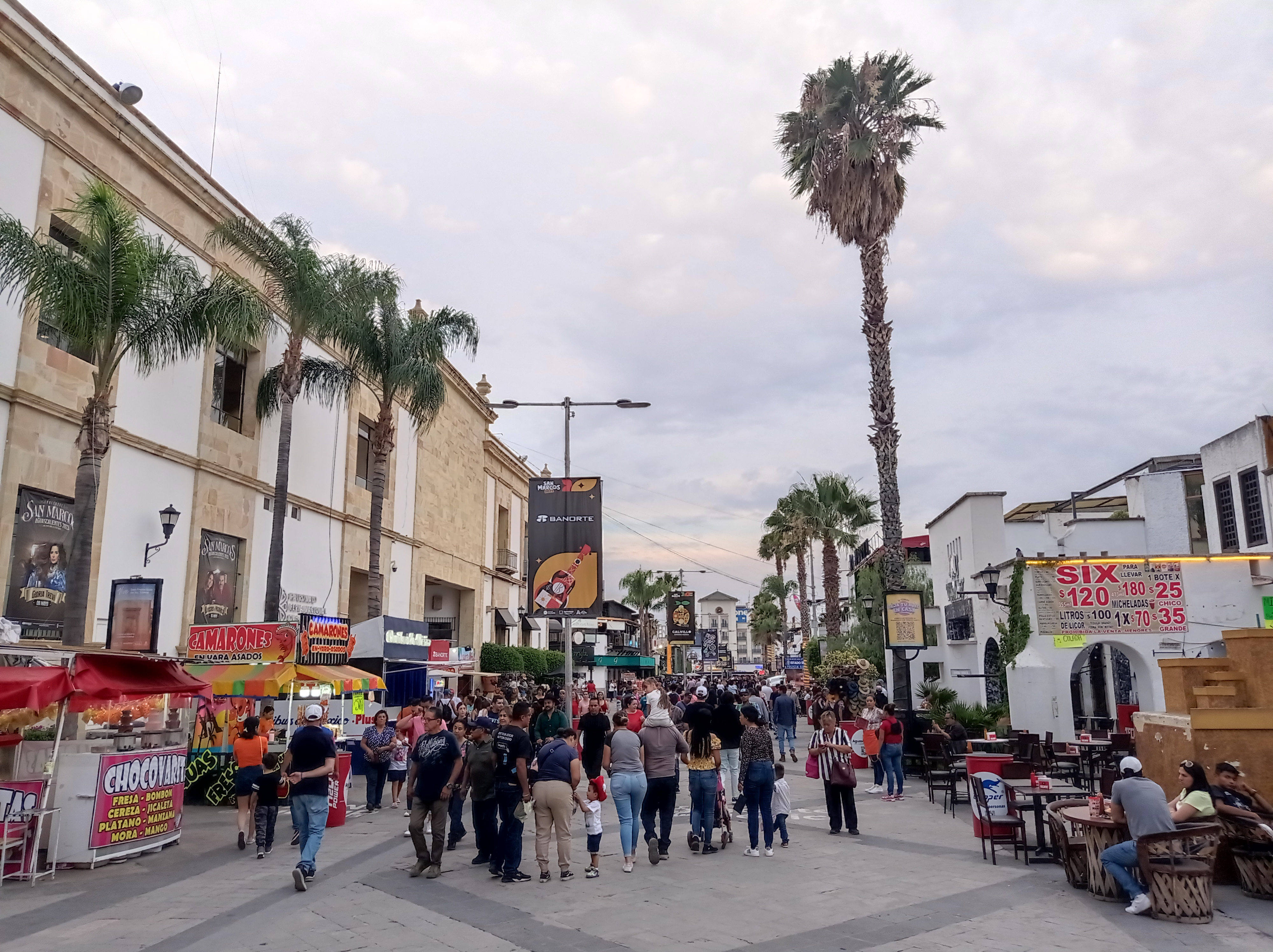
Festival 2023: Besucher

Die Feria Nacional de San Marcos ist das größte und bekannteste Volksfest Mexikos, das jeweils im April in der Stadt Aguascalientes veranstaltet wird.
Das Festival dauert vier Wochen und wird um den 25. April, den Festtag des heiligen Markus (siehe auch Markustag), gefeiert. Das Fest wurde zum ersten Mal 1828 als  Vieh- und Getreidemarkt ausgerichtet und 1958 durch Präsident Adolfo López Mateos in den Rang einer Feria nacional erhoben. Im Bundesstaat Aguascalientes sind während der Festivitäten offiziell Ferien.
Neben mexikanischer Folklore sind besonders der Stier- und Hahnenkampf populär.